# Russische Fußballnationalmannschaft (U-18-Junioren)
Die russische Fußballnationalmannschaft der U-18-Junioren ist die Auswahl russischer Fußballspieler der Altersklasse U-18. Sie repräsentiert die Rossijski Futbolny Sojus auf internationaler Ebene und nahm lange Zeit an entsprechenden internationalen Wettbewerben teil, etwa der U-18-Europameisterschaft. Nach einer Erhöhung der Altersgrenze seitens der UEFA auf 19 Jahre 2002 werden seither lediglich Freundschaftsspiele des jüngeren Jahrgangs als Vorbereitung für die U-19-Nationalmannschaft bestritten.

## Geschichte
Die sowjetische U-18-Auswahlmannschaft als Vorläufer hatte am UEFA-Juniorenturnier sowie seit Einführung 1981 an der U-18-Europameisterschaft teilgenommen. Nach Auflösung der Sowjetunion nahm die russische U-18-Auswahl entsprechend am Spielbetrieb teil, bei der ersten Teilnahme beim Turnier 1994 gelang als Fünfter die Qualifikation zur Junioren-Fußballweltmeisterschaft 1995. Bis zur Anhebung der Altersgrenze gelang nur noch 2000 die Endrundenteilnahme, dort blieb die Auswahl in der Gruppenphase sieglos und schied vorzeitig aus.